# جون ماكدونالد كينير
السير جون ماكدونالد كينير :(بالإنجليزية: Sir John Macdonald Kinneir)‏ (3 فبراير 1782-11 يونيو 1830م) كان ضابطاً في الجيش الإسكتلندي في شركة الهند الشرقية، دبلوماسي ورحالة.

## السيرة
ولد في كارندين، لينليذغاو، في 3 فبراير من عام 1782م، والده هو جون ماكدونالد مراقب الجمارك في بوروستونس، وامه سيسيليا ماريا كينير. في عام 1802م، تم ترشيحه لزمالة من قبل (السير وليم بينيسلي) تحت لقب مكدونالد، وقد استخدم هذا اللقب في قوائم الجيش الهندي لبقية حياته، وعند عام 1818م، بدأ يسمي نفسه كينير.وفي 21 سبتمبر 1804م، تم تعيينه في قوة سلاح مشاة مدراس، ولكن لم يتم نشره إلى ان تم تشكيل فوج المشاة 24 المحلي في 1 يناير 1807م، وقد التحق بهذا التشكيل الجديد كملازم، ثم أصبح نقيباً في فوجه هذا وذلك في 14 أبريل 1818م. ولاحقاً حصل رتبة مقدم فخرية (brevet) لكونه أصبح لفترة مؤقتة سكرتيراً لقائد منطقتي مليبار وكانارا الساحليتين.
كان كينير مرافقاً للسير جون مالكولم في مهمته التي قام بها في بلاد فارس في عامي 1808-1809م، وقد أصبح كينير عميلاً زائداً فبقي في بوشهر. حيث بدأ بالترحال على نطاق واسع ففي عام 1810م، ذهب إلى بغداد وفي طريقه عبر الموصل وديار بكر وصل إلى القسطنطينية وزار مانيسا وسميرنا، وعاد إلى إنجلترا عن طريق إسبانيا والبرتغال.وصدرت له الأوامر بالإلتحاق بفوجه، فسافر إلى ستوكهولم في يناير 1813م، برفقة العقيد (نيل كامبل)، بهدف الوصول إلى الهند عبر روسيا وبلاد فارس؛ لكن بعد إنسحاب الجيش الفرنسي من موسكو ترك الطريق الجنوبي مفتوحاً، فرافق كينير العقيد كامبل إلى (كيليج) في بولندا، وجاءوا عبر النمسا وهنغاريا إلى القسطنطينية.بعد زيارته آسيا الصغرى وقبرص، عاد إلى القسطنطينية، وسافر عبر إرمينيا وكردستان إلى بغداد ثم إلى مومباي.
منذ عام 1813م، كان كينير ولعدة سنوات رئيساً لبلدة (حصن سانت جورج، مدراس)، ومقيما مع (نواب الكارناتيك). في عام 1824م، عين مبعوثاً إلى فتح علي شاه قاجار في بلاد فارس لشركة الهند الشرقية. وصل إلى معسكر الشاه في مدينة أهر في سبتمبر 1826م، أثناء الحرب الروسية الفارسية (1826-1828). كانت بلاد فارس تطالب بالدعم البريطاني الذي تستحقه بموجب معاهدة طهران، إذا تعرضت لهجوم من قبل قوة أوروبية، لكن كينير لم يكن مؤيداً لهذا الدعم، مشيراً إلى أن العدوان كان من جانب بلاد فارس.
أعقب ذلك عمليات عسكرية، كان خلالها كينير مع الجيش الفارسي، حتى 19 أكتوبر 1827م، فسقطت (قلعة ايروان) التي إقتحمتها قوات (إيفان باسكيفيتش)، وإندفع قسم من القوات الروسية إلى تبريز، وقد هجر رئيس الوزراء (علي يار خان) الشاه، وهرب إلى (علي بنجلو) مع كينير، الذي سعى لتحقيق السلام ووافق الروس على وساطة كينير، ووقعت معاهدة تركمانجاي في 23 فبراير 1828م، تتضمن خسارة أراضي من بلاد فارس ونهاية النفوذ الذي كانت تتمتع به البعثة البريطانية سابقاً. حصل كينير على وسام الأسد والشمس الفارسي وفي 17 نوفمبر 1829م، منح لقب (الفارس العازب). وبقي كمبعوث بريطاني في بلاد فارس حتى وفاته في تبريز في 11 يونيو 1830م. واقام الشاه حداداً لمدة ثلاثة أشهر.

## أعماله
- مذكرات جغرافية للإمبراطية الفارسية، مرفقة بالخرائط نشرت في لندن 1813م.[3]
- رحلة في اسيا الصغرى وارمينيا وكردستان في 1813-1814م. مع ملاحظات حول مسيرة الإسكندر الأكبر وتراجع العشرة آلاف يوناني (لندن، 1818م).[4]

## الأسرة
تزوج كينير من اميليا هارييت الأبنة الثالثة للسير الكسندر كامبل، البارون الأول، تزوجت اختها الكبرى من السير جون مالكولم. وانقذت زوجها، وتوفيت في بولجن في 1860م.